# SMS (singolo)
SMS è un singolo della cantante francese Aya Nakamura, pubblicato il 1º dicembre 2022 come primo estratto dal quarto album in studio DNK.

## Video musicale
Il video musicale è stato reso disponibile in concomitanza con la pubblicazione del brano.

## Tracce
Testi e musiche di Aya Nakamura e Chris Mouyenne.
1. SMS – 2:34

## Formazione
- Aya Nakamura – voce
- Chris Mouyenne – produzione

## Classifiche
| Classifica (2022) | Posizione massima |
| ----------------- | ----------------- |
| Francia           | 16                |